# Montbray
Montbray est une commune française, située dans le département de la Manche en région Normandie, peuplée de 325 habitants.

## Géographie
En Bocage normand, Montbray est en limite du Pays saint-lois et du Bocage virois. L'atlas de paysages de la Basse-Normandie situe entièrement la commune à l'ouest de l'unité du Bassin de Vire caractérisée par « un ancien bocage fortement dégradé par les mutations agricoles » et un « habitat dispersé […] de schiste aux toits d’ardoise ». Son bourg est à 6,5 km au nord-ouest de Saint-Sever-Calvados, à 9 km au sud-est de Percy et à 12 km au nord-est de Villedieu-les-Poêles.
Le bourg est traversé par la route départementale no 58 (D 77 dans le Calvados limitrophe) qui permet au nord-ouest de rejoindre Margueray et Percy, et au sud-est Courson et Saint-Sever-Calvados. Utilisant une petite partie de la D 58, la D 455 retrouve également Margueray, mais en desservant le hameau Saint-Martin. Elle mène à Landelles-et-Coupigny à l'est. Les D 454 et D 554 utilisent également une portion de la D 58 dans le bourg : la D 454 pour le rallier à Beslon au sud-ouest et à Morigny à l'est et la D 554 allant vers Saint-Aubin-des-Bois au sud-ouest et Pont-Farcy au nord-est. L'A84, qui longe le nord-ouest du territoire, est accessible vers Rennes à La Colombe (7,5 km) à l'ouest et vers Caen à Pont-Farcy (9,5 km) au nord-est.
Montbray est presque exclusivement dans le bassin de la Vire, par son affluent la Drôme qui délimite le territoire au sud-ouest, le traverse au sud puis le délimite à nouveau à l'est. Plusieurs de ses affluents sillonnent le territoire communal dont la rivière du Val Borel qui marque la limite avec Saint-Vigor-des-Monts au nord. Seule une petite partie à l'ouest, au-delà des crêtes, est dans le bassin de la Sienne.
Le point culminant (266 / 267 m) se situe au nord-ouest, près du lieu-dit la Petite Maison. Le point le plus bas (79 m) correspond à la sortie de la Drôme du territoire, au nord-est. La commune est bocagère.
| Margueray                                                | Gouvets (par un angle) | Saint-Vigor-des-Monts |
| Percy-en-Normandie (comm. dél. du Chefresne), La Colombe | Montbray               | Morigny               |
| Beslon                                                   | Courson (14)           | Courson (14)          |

### Hydrographie
La commune est située dans le bassin Seine-Normandie. Elle est drainée par la Drôme, le cours d'eau 01 du Bourg Neuf, le cours d'eau 01 du Champ Martin, le cours d'eau 01 du Mesnil-Sauvage, le fossé 01 de la Haute Baslière, le fossé 01 de la Huannière, le fossé 01 de la Huillardière de Haut, le fossé 01 de la Langoterie, le fossé 01 de la Maheudière, le fossé 02 du Bourg Neuf, la rivière du Val Borel et divers autres petits cours d'eau,.
La Drôme, d'une longueur de 17 km, prend sa source dans la commune de Beslon et se jette  dans la Vire à Tessy-Bocage, après avoir traversé huit communes.

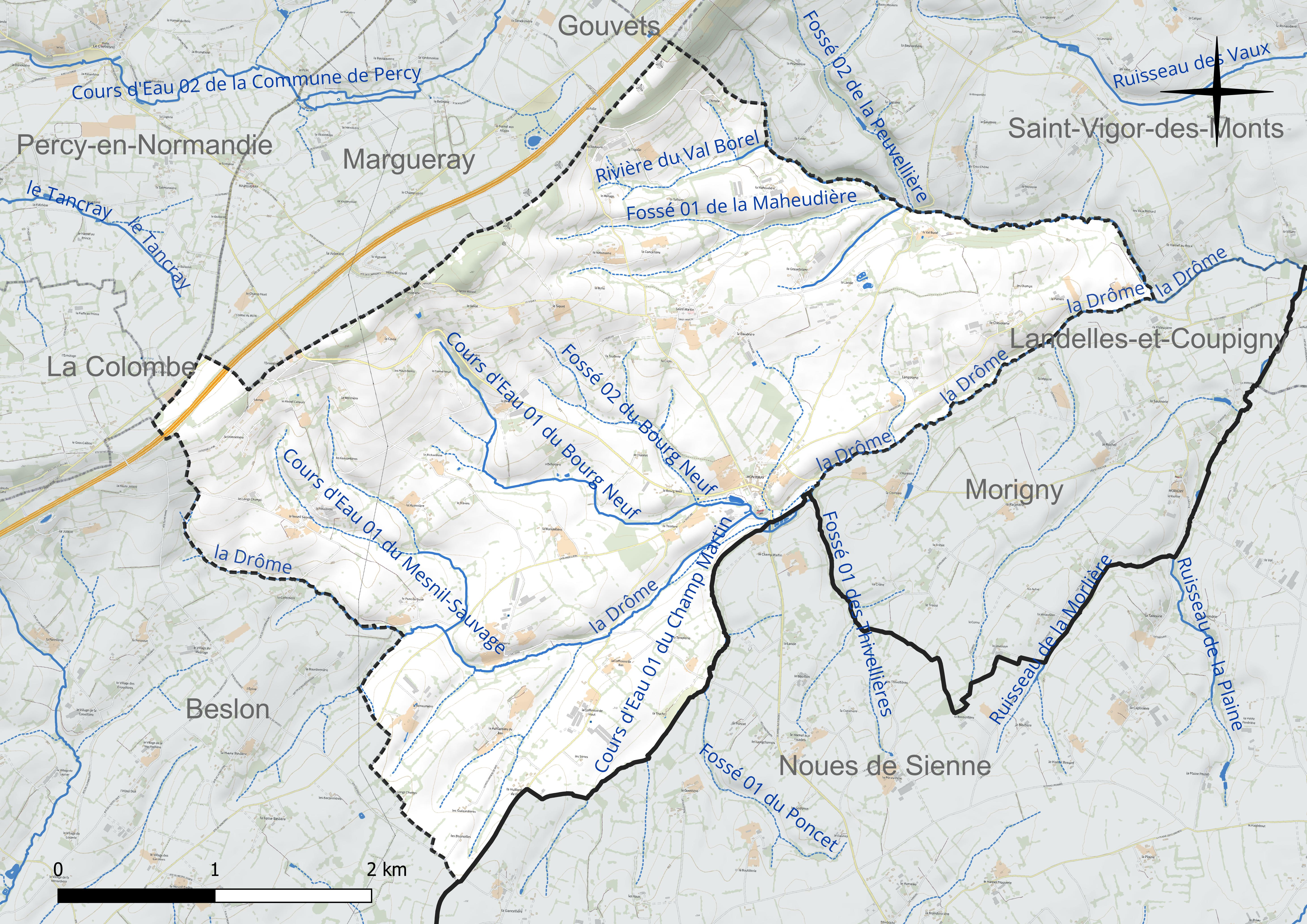
Réseau hydrographique de Montbray.

### Climat
Pour des articles plus généraux, voir Climat de la Normandie et Climat de la Manche.
En 2010, le climat de la commune est de type climat océanique franc, selon une étude du CNRS s'appuyant sur une série de données couvrant la période 1971-2000. En 2020, Météo-France publie une typologie des climats de la France métropolitaine dans laquelle la commune est exposée à un climat océanique et est dans la région climatique Normandie (Cotentin, Orne), caractérisée par une pluviométrie relativement élevée (850 mm/a) et un été frais (15,5 °C) et venté.
Pour la période 1971-2000, la température annuelle moyenne est de 10,6 °C, avec une amplitude thermique annuelle de 12,5 °C. Le cumul annuel moyen de précipitations est de 1 016 mm, avec 14,4 jours de précipitations en janvier et 9,1 jours en juillet. Pour la période 1991-2020, la température moyenne annuelle observée sur la station météorologique la plus proche, située sur la commune de Condé-sur-Vire à 20 km à vol d'oiseau, est de 11,3 °C et le cumul annuel moyen de précipitations est de 956,7 mm,. Pour l'avenir, les paramètres climatiques de la commune estimés pour 2050 selon différents scénarios d’émission de gaz à effet de serre sont consultables sur un site dédié publié par Météo-France en novembre 2022.

## Urbanisme

### Typologie
Au 1er janvier 2024, Montbray est catégorisée commune rurale à habitat très dispersé, selon la nouvelle grille communale de densité à sept niveaux définie par l'Insee en 2022. Elle est située hors unité urbaine et hors attraction des villes,.

### Occupation des sols
L'occupation des sols de la commune, telle qu'elle ressort de la base de données européenne d’occupation biophysique des sols Corine Land Cover (CLC), est marquée par l'importance des territoires agricoles (99,3 % en 2018), une proportion identique à celle de 1990 (99,3 %). La répartition détaillée en 2018 est la suivante : prairies (58,6 %), terres arables (23,4 %), zones agricoles hétérogènes (17,3 %), forêts (0,7 %). L'évolution de l’occupation des sols de la commune et de ses infrastructures peut être observée sur les différentes représentations cartographiques du territoire : la carte de Cassini (XVIIIe siècle), la carte d'état-major (1820-1866) et les cartes ou photos aériennes de l'IGN pour la période actuelle (1950 à aujourd'hui).

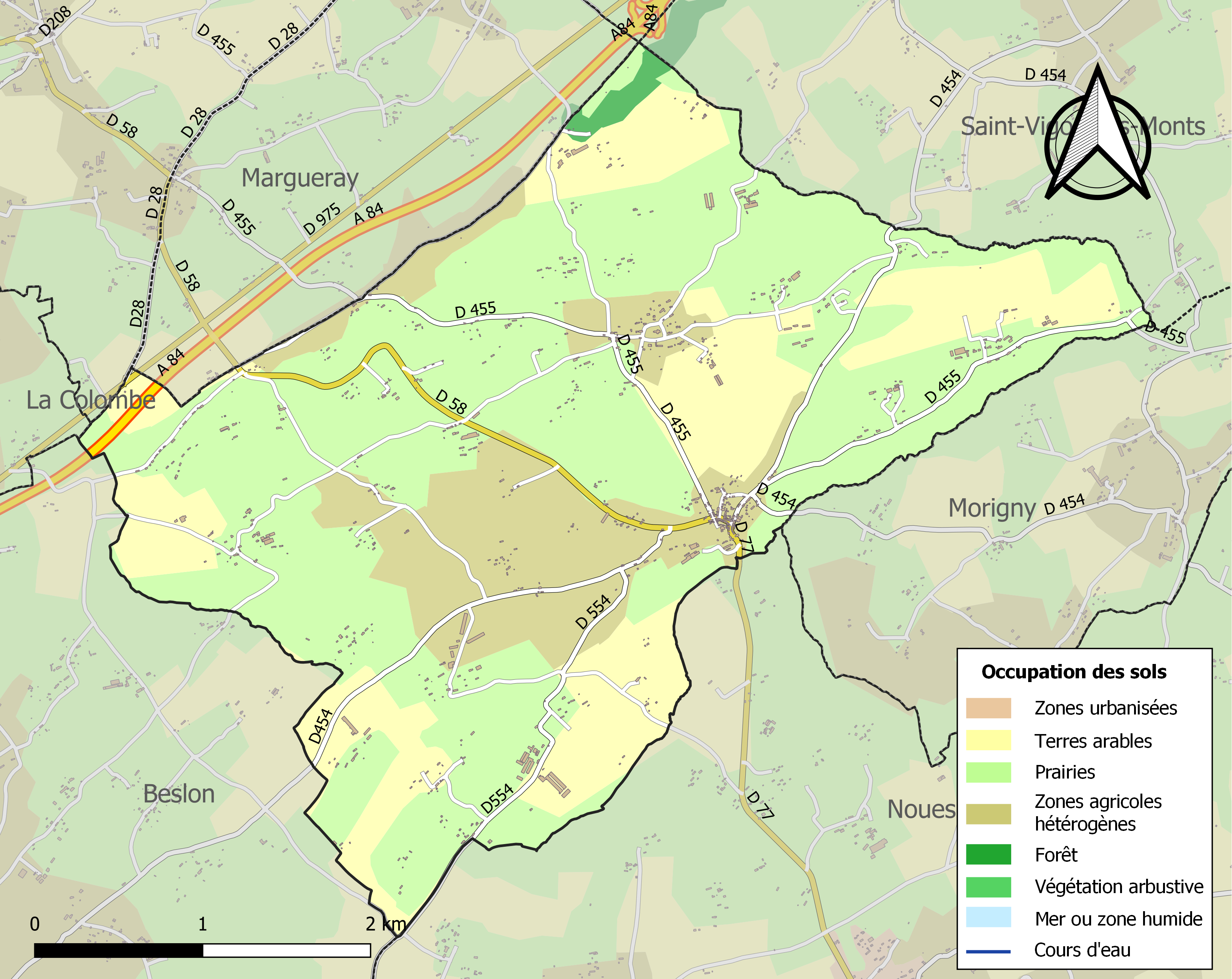
Carte des infrastructures et de l'occupation des sols de la commune en 2018 (CLC).

## Toponymie
Le nom de la localité est attesté sous les formes Molbrai en 1066 et de Monbraio en 1218.
Tout comme Ernest Nègre, René Lepelley considère que Mont ne serait pas en rapport au relief mais dû au latin mollis, « mou »,.
Bray serait issu du bas latin d'origine gauloise bracus, « vallée », « lieu humide »,.
Le gentilé est Montbrayon.

## Histoire
La baronnie de Montbray existait avant l'époque de Guillaume le Conquérant.
Au XIe siècle, la paroisse a pour seigneur Geoffroy de Montbray, évêques de Coutances de 1049 à 1093, qui combattit à Hastings en 1066. Son neveu et héritier, Robert de Montbray (v. 1060-1115), se rebella contre Guillaume le Roux, fils du Conquérant et sera emprisonné pendant 30 ans à Windsor. Son épouse divorça et apporta toutes les terres normandes à Néel d'Aubigny († 1129).

## Politique et administration
| Période                                  | Période      | Identité           | Étiquette | Qualité                       |
| ---------------------------------------- | ------------ | ------------------ | --------- | ----------------------------- |
| 1939                                     | 1948         | Fernand Ledormeur  |           |                               |
| 1948                                     | 1948         | Prosper Lemonnier  |           |                               |
| 1948                                     | 1983         | Pierre Casset      |           |                               |
| 1983                                     | mars 2001    | Roland Leroux      |           |                               |
| mars 2001                                | mai 2020     | Michel Delabroise  | SE        | Agriculteur                   |
| mai 2020                                 | janvier 2025 | Jean-Marie Ligneul | SE        | Retraité de l’agroalimentaire |
| février 2025                             | En cours     | Pierrick Cochard   | SE        |                               |
| Les données manquantes sont à compléter. |              |                    |           |                               |

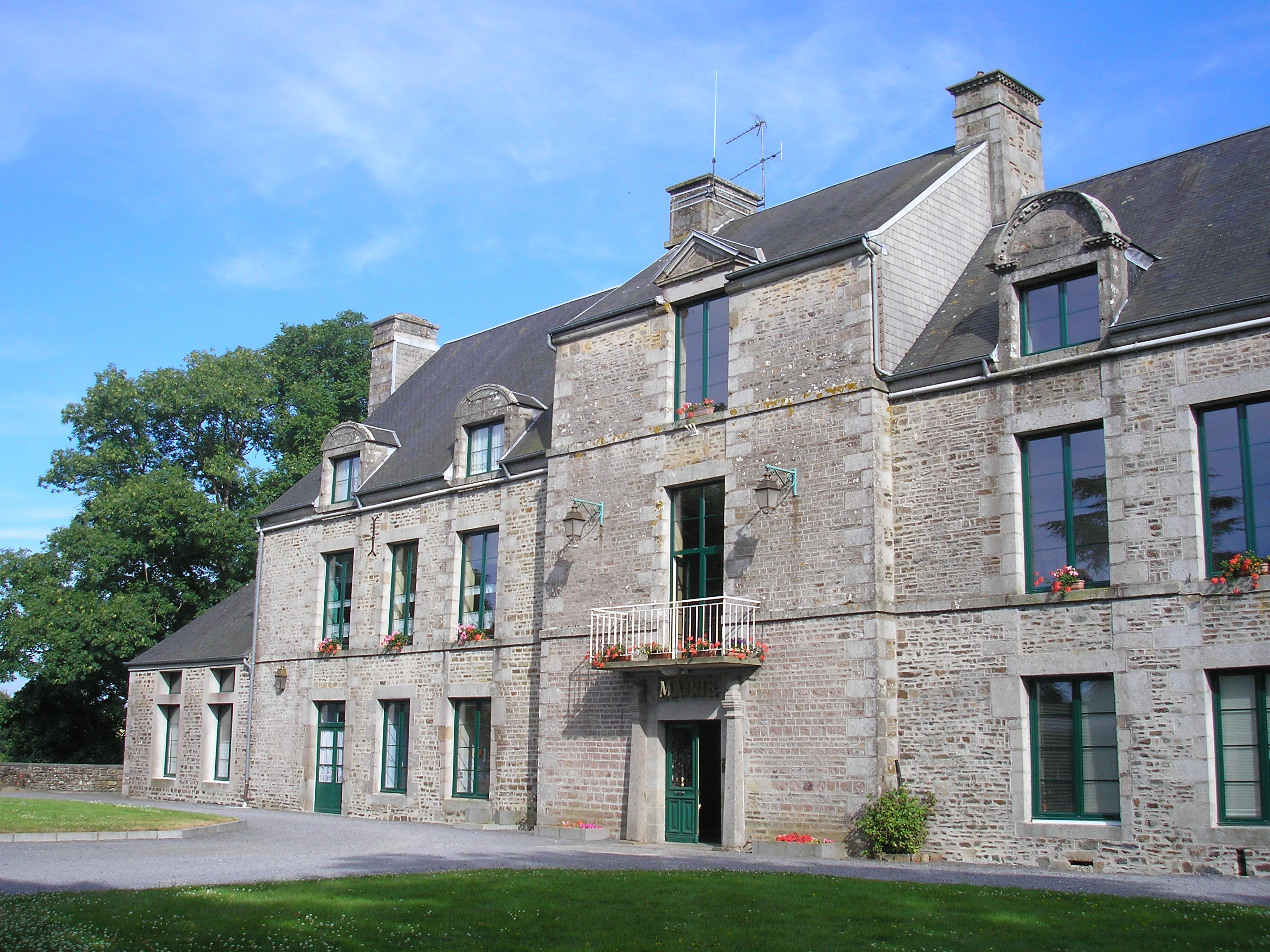
La mairie.

Le conseil municipal est composé de onze membres dont le maire et trois adjoints.

## Démographie
L'évolution du nombre d'habitants est connue à travers les recensements de la population effectués dans la commune depuis 1793. Pour les communes de moins de 10 000 habitants, une enquête de recensement portant sur toute la population est réalisée tous les cinq ans, les populations de référence des années intermédiaires étant quant à elles estimées par interpolation ou extrapolation. Pour la commune, le premier recensement exhaustif entrant dans le cadre du nouveau dispositif a été réalisé en 2007.
En 2022, la commune comptait 325 habitants, en évolution de −1,52 % par rapport à 2016 (Manche : −0,31 %, France hors Mayotte : +2,11 %).
Montbray a compté jusqu'à 1 357 habitants en 1836.
| 1793  | 1800 | 1806  | 1821  | 1831  | 1836  | 1841  | 1846  | 1851  |
| ----- | ---- | ----- | ----- | ----- | ----- | ----- | ----- | ----- |
| 1 027 | 977  | 1 150 | 1 214 | 1 255 | 1 357 | 1 341 | 1 300 | 1 302 |

| 1856  | 1861  | 1866  | 1872  | 1876  | 1881  | 1886  | 1891 | 1896 |
| ----- | ----- | ----- | ----- | ----- | ----- | ----- | ---- | ---- |
| 1 284 | 1 290 | 1 194 | 1 175 | 1 103 | 1 112 | 1 035 | 988  | 914  |

| 1901 | 1906 | 1911 | 1921 | 1926 | 1931 | 1936 | 1946 | 1954 |
| ---- | ---- | ---- | ---- | ---- | ---- | ---- | ---- | ---- |
| 921  | 947  | 873  | 807  | 815  | 832  | 846  | 851  | 825  |

| 1962 | 1968 | 1975 | 1982 | 1990 | 1999 | 2006 | 2007 | 2012 |
| ---- | ---- | ---- | ---- | ---- | ---- | ---- | ---- | ---- |
| 728  | 666  | 621  | 486  | 408  | 407  | 376  | 371  | 356  |

| 2017 | 2022 | - | - | - | - | - | - | - |
| ---- | ---- | - | - | - | - | - | - | - |
| 308  | 325  | - | - | - | - | - | - | - |

## Lieux et monuments

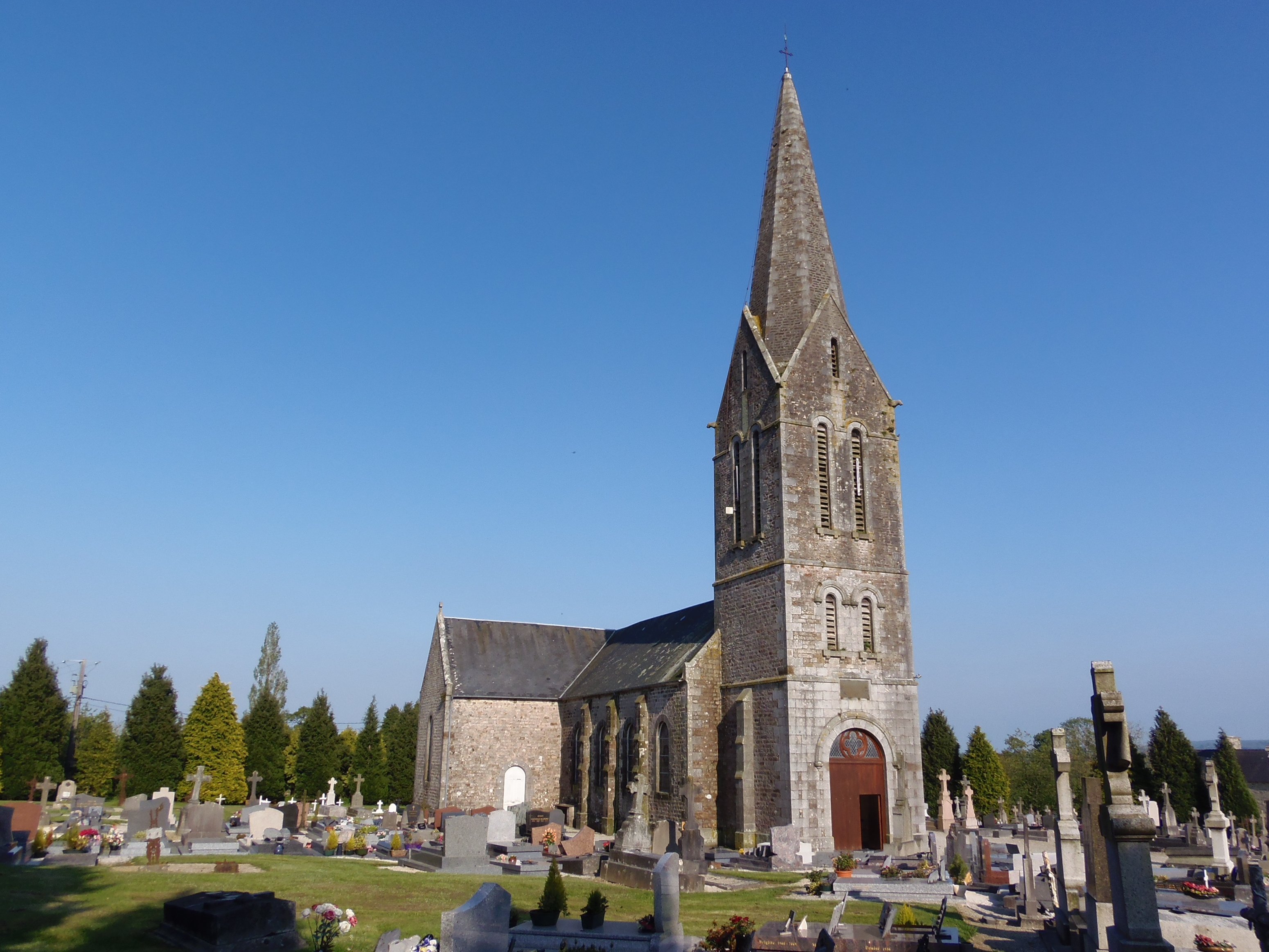
L'église Saint-Martin.

- Chapelle Saint-Pierre avec des parties du XVIe siècle, dans le bourg, bâtie en granit et avec un toit terminé en dôme. Elle abrite une éducation de la Vierge du XVe, une statue de sainte Barbe du XVIe, les tableaux : Geoffroy de Montbray offrant la cathédrale de Coutances à la Vierge et Mort de Geoffroy de Montbray des XVIIIe-XIXe, un tabernacle du XVIIe, les statues petits anges du XVIIIe classés au titre objet aux monuments historiques[40].
- Croix de l'ancien cimetière (probablement XVIIe siècle).
- Église Saint-Martin (1857) avec flèche en pierre. À l'intérieur voûte lambrissée. Elle abrite un maître-autel, retable et tabernacle des XVIIe-XIXe, les statues de saint Martin du XVIIe, la Nativité et deux anges adorateurs du XVIIe, un autel secondaire du XVIIe, un aigle lutrin du XVIIe classés au titre objet aux monuments historiques[41], saint Lô du XVIIIe, les tableaux des XVIIe-XVIIIe, bénitier et fonts baptismaux en granit. Saint Martin y est invoqué pour les maladies intestinales[31].
- Ancien château d'Argenton des XVIe – XVIIe siècles, avec son escalier monumental à balustre en granit du XVIIe et un plan d'eau. Il abrite depuis 1949 la mairie, ainsi que l'école. Au moment de la Seconde Guerre mondiale, la demeure était la possession de Roger Chouvry de La Vigerie (1889-1944), officier de réserve et résistant FFI, retrouvé mort le lendemain matin dans la carrière des Etochets à Coulouvray après son arrestation par les Allemands et la découverte de cartes dans son bureau[31].
- Calvaire du XIXe siècle et nombreuses croix de chemin dont deux en allant à Saint-Martin des XVIIe – XIXe siècles.
- Lavoirs.
- Oratoires.

Pour mémoire
- Ancien château de Montbray ou de la Motte, siège de la baronnie de Montbray, berceau de la famille éponyme. En 1204, elle fut confisquée par Philippe Auguste. Peu après la mort de Saint Louis, en 1270, les héritiers de Robert de Vitré rendirent aveu de la seigneurie de Montbray au roi Philippe le Hardi. Dans le XIVe siècle elle fut la possession de plusieurs seigneurs du nom de la Haye. Jean de la Haye, baron de Montbray, assista en 1341 à une délibération pour la tutelle de Guillaume de la Haye, fils de Robert, seigneur de Néhou dont il fut nommé tuteur. Robert de La Haye possédait cette baronnie en 1360 et Jean de La Haye en 1370. Nous trouvons ensuite des Pontbellenger barons de Montbray. Olivier d'Héricy seigneur de Préaux épousa Marie Pontbellenger héritière de cette famille et par ce mariage il devint baron de Montbray. De cette union il sortit deux enfants, Hervé et Jacques : Hervé d'Héricy fut seigneur de Préaux et baron de Montbray, et eut pour femme Barbe de Vassy. Leur fils, François d'Héricy, succéda à la baronnie de Montbray. Ce dernier laissa un fils pour hériter qui mourut sans enfants alors ses sœurs devenues ses héritières se partagèrent la baronnie[42]. En 1697, le propriétaire du château concéda la chapelle à la paroisse[31]. À la Révolution, la baronnie de Montbray était la possession de la famille de la Mariouze dont l'héritière épousa M. de Gaupuceau qui devint ainsi propriétaire du château[43].

Sur son emplacement se dresse un château du XVIIIe siècle.

## Activité et manifestations

### Sports
Montbray-Gym club de gym volontaire assurent quatre cours : danse, gym senior, gym équilibre et gym mémoire[réf. nécessaire].

## Personnalités liées à la commune
- Geoffroy de Montbray († 1093), seigneur de Montbray et évêque de Coutances de 1049 à 1093.
- Roger de Montbray (ap. 1118-1188), seigneur de Montbray.